# エンタープライズモデリング

エンタープライズモデリングにおけるモデルの幾つかのタイプのグラフィック表現。ビジネスモデル は、遂行であるプロセスと関連する機能とそれらの機能を遂行する組織を描き出す。ソフトウエア開発においてしばしば、ビジネスプロセスモデリングとデータモデルの両方が、一方はアプリケーション・プログラムをそして他方はデータベースを創作するプロセスの一部として、開発されている。

エンタープライズモデリングは、1つの識別可能な事業、政府本体、あるいは他の大きな組織の構造・プロセス・情報及び資源の抽象表現、記述及び定義である。
それは、エンタープライズモデルの生成を通し、企業の事業を理解し、その性能を改善するプロセスを取扱う。これには、適切な事業ドメイン （通常比較的安定した）、事業プロセス （通常より安定しない）、情報技術 のモデリングを包含する。

## 全貌
エンタープライズモデリングは、プロセスモデル、データモデル、資源モデル、あるいは新しい概念体系などを伴うビジネスの全体または一部のモデルを構築するプロセスである。それは、企業についての知識、以前のモデル、あるいはモデル表現言語を使ったドメインの概念体系と同様に、参照モデルに基づいている。一般に1つの企業は、経済的組織あるいは活動の単位である。これらの活動は、商品あるいはサービスを開発し顧客に提供する。1つの企業は、調達、製造、マーケッティング、財務、エンジニアリング、及び研究と開発のような複数の機能や運用を含んでいる。関心の企業とは、現在と潜在的な将来変化するプロダクトを製造するのに必要なそれらのコーポレート機能と運用である。
用語としての『エンタープライズモデル』は、真の標準定義がない、異なったビジネス表現を表す業界で使われる。企業組織の複雑さゆえに、膨大な数の異なるエンタープライズモデリングのアプローチが業界及び学界を超えて追求された。エンタープライズモデリングの構築は、製造運用あるいは事業運用に焦点を当てることができるが、エンタープライズモデリングにおける共通の目的は、情報技術による査定の融和である。例えば、物品サプライチェーンに沿って、必要な物の発注と受注する場合において、コンピュータを利用し、ネットワークにより、情報をやりとりする方式は、情報技術が企業内で製造・運用をどのように協調させるかをモデル化するため使われる例である。
Ulrich Frankによると、エンタープライズモデリングの基本的考え方は『学界と実務の両方における、様々な利害関係者間の対話を促進するための媒体を準備することにより、1つの企業における様々なビューを提供すること』である。この目的において、戦略的計画、ビジネスプロセス・リエンジニアリング、及びソフトウエア工学のための適切な抽象化を行う。ビューは、体系的な抽象概念による複雑システムのより良い理解を早めるため、お互いに補完し合うべきである。ビューは、それらがあらゆるビジネスにも適用できるように一般化されるべきで、同時にそれらは、会社の長期間の戦略とその組織とうまく統合された情報システムの設計に助けとなる抽象概念を提供すべきである。それ故エンタープライズモデリングは、高度の統合をサポートする概念的インフラと見なされ得る。

## 歴史
エンタープライズモデリングは、システム・モデリング、特に情報システム・モデリングにその根源を持つ。情報システムのモデリングにおける最も初期のパイオニア的作業は、Young と Kent によって行われた、『データ処理問題の情報的でかつ時間的特徴を規定する正確で抽象的な方法』を議論したものであるとされている。彼らは、『システム・アナリストに、ハードウエアを取り巻くあらゆる部分の問題を組織化することを可能にする表記法』の実現を望んだ。彼らの作業は、異なるハードウエア構成要素を使っての異なった代替実装を設計するための抽象的仕様と普遍の基盤を作成する最初の努力であった。情報システムのモデリングにおける次のステップは、1959年代に形成された、情報技術業界のコンソーシアム、CODASYLによって受け継がれた。今活動は、本質的にYoung と Kentと同じで、『データ処理のシステムレベルでの、マシン非依存の問題定義言語のための正しい構造の開発』を目指した。これは、情報システム特定の情報代数学の開発を導いた 。
エンタープライズモデリングを取扱う最初の手法は1970年代に登場した。それは、ダグラス・T・ロスとピーター・チェンが行った、企業の機能ビューと情報ビューと一つにまとめたものだった。これらの最初の手法は、1970年代終わりに構造化システム分析・設計手法、構造化設計、構造化分析などのように、ソフトウエア工学における多数の手法へと継承された。1980年代初期にはコンピュータ統合生産と関連したエンタープライズモデリングの具体的な手法が登場した。具体的手法には、IDEFファミリー手法 (ICAM, 1981)や、DoumeingtsによるGRAI手法(1984年)、Doumeingts他によって1992年まで続けられたGRAI/GIMなどが挙げられる 。
これら手法の第2世代は、一方では、ARIS、CIMOSA、及びIEMのような、1990年代に開発されたプロセス中心モデリング手法によって超越された、アクティビティ・ベース手法であった。そしてもう一方は、オブジェクト指向分析、やオブジェクト・モデリング技法のような、オブジェクト指向モデリングである。

## エンタープライズモデリングの基礎

### エンタープライズモデル
エンタープライズモデルは、事業、政府、あるいはその他の企業の構造、活動、プロセス、情報、資源、人々、振舞い、目標、及び制約の表現である。Thomas Naylor (1970) は、（シミュレーション）モデルを『コンピュータにプログラムされる数学的かつ論理的関係性のセットの基準で、企業の財務、マーケッティング、及び生産活動間の相互関係を記述しようとする試みである。』と定義した。" これらの関係性は、Gershefski (1971)に沿って、『会社の物理的運用、従うべき会計や財務、及び主要領域への投資への対応』を含む会社の全ての局面を詳細に表現すべきである。モデル化された関係をコンピュータにプログラミングすることが常に必要ではない：エンタープライズモデルは、異なった名前で、数世紀も存在し、例えば、Adam Smith、Walter Bagehot、他大勢によって記述されてきた。
Fox と Gruninger (1998)によれば、『設計的観点からのエンタープライズモデルは、企業を明確に定義するため使われる言語を提供すべきであり、運用的観点からのエンタープライズモデルは、何が計画され、何が起こるか、あるいは何が起こったかを表現できなければならない』。それらが手動あるいは機会によって実行されるかに関わらず、それは企業の運用をサポートするに必要な情報や知識が提供されなければならない。
In a two-volume set entitled The Managerial Cybernetics of Organization Stafford Beer introduced a model of the enterprise, the Viable System Model (VSM). Volume 2, The Heart of Enterprise, analyzed the VSM as a recursive organization of five systems: System One (S1) through System Five (S5). ビールのモデルは、VMSが回帰的で階層的でないその他からは異なる:『回帰システム的構造で、あらゆる存続可能システムは、存続可能システムを含み、そして存続可能システムに含まれる。』

### 機能モデリング

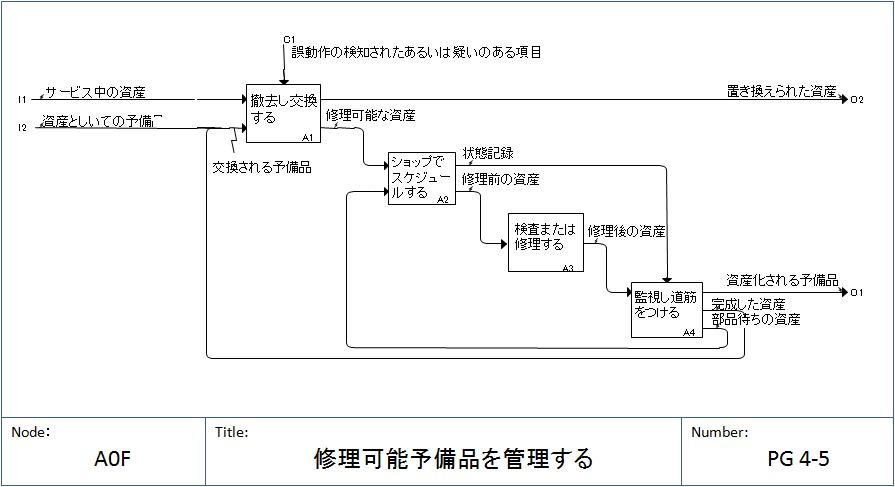
IDEF0表記での『修理可能スペアを保守する』プロセスの機能モデルの例。

システム工学における機能モデルは、モデル化されたシステムまたは主題領域についての機能、活動、またはプロセスの構造化された表現である。
機能モデルはまたアクティビティ・モデルまたはプロセス・モデルと呼ばれ、定義されたスコープでの企業の機能の、1つの図式表現である。機能モデルの目的は、情報ニーズの発見を補助し、機会の識別を助け、そしてプロダクトやサービスのコストを決める基礎を確立する、機能やプロセスを記述することである。機能モデルは、1つの機能的なモデリング観点で作成される。1つの機能的な観点とは、プロセス・モデリングにおける採り得る1つ以上の観点である。その他の採り得る観点とは、例えば、振舞的、組織的あるいは情報的である。
1つの機能モデリングの観点は、力学系を記述することに集中する。このモデリング観点における主要な概念は、それが一つの機能、変換、活動、行為、タスクなどであり得る、プロセスである。この観点を採用しているモデリング言語の良く知られた例は、データフロー図である。その観点は、プロセスを記述するため、以下に示すような4つのシンボルを使う:
- プロセス: 入力から出力への変換を描く。
- 格納: データ集合またはある種の物品。
- フロー: プロセスにおけるデータまたは物品の移動。
- 外部エントリ: モデル化されたシステムの外部へ、しかしそれと相互作用する。

ここで、これらのシンボルと共に、1つのプロセスはこれらのシンボルのネットワークとして表現され得る。この分割されたプロセスが、1つのDFD、データ・フロー図である。動的エンタープライズモデリング において、例えば、1つの区分は、コントロール・モデル、機能モデル、プロセス・モデル及び、組織的モデルである。

### データ・モデリング

データ・モデリング (Data modeling) プロセス。

データモデリングは、データ・モデリング技法を使った公式なデータ・モデルの記述である。データ・モデリングは、1つのデータベースのための事業要求を定義するための1つの具法である。それは、データ・デルが結果的に1つのデータベースに実装されることから、時にはデータベース・モデリングとも呼ばれる。
図は、データモデルが今日開発され活用される方法を描いている。概念的データモデル は、開発されるアプリケーションのための、おそらくアクティビティモデルの文脈での、データ要求に基づいて開発される。データ・モデルは、通常、エンティティ・タイプ、属性、関係性、整合性ルール、及びそれらのオブジェクトの定義から構成される。これは、そこで、インタフェースやデータベース設計の開始点として使われる。

### 事業プロセス・モデリング

Business Process Modeling Notationによる事業プロセス・モデリングの例

ビジネスプロセスモデリングは、現在（as is）プロセスが将来（to be）に向け分析され改善されるため、ある企業のプロセス・モデリング活動である。事業プロセス・モデリングは、典型的に事業分析者とプロセスの効率と品質を改善を模索するマネージャによって実行される。事業プロセス・モデリングによって認識されるプロセス改善は、プロセス・マスターを作成することにより、事業プロセスをモデル化する必要のための共通の駆動要因であるけれど、情報技術との係わりを必要と摺る場合もある。
変更管理プログラムは、典型的に改善された事業プロセスを 実践に移すことに係わる。大規模プラットフォーム・ベンダーからの技術における進歩に伴って、完全に実行可能（及びシミュレーションとラウンド・トリップ・エンジニアリング能力）になるモデル化する事業プロセス・モデリングのビジョンが日々現実に向けて近づいている。

### システムアーキテクチャ
RM-ODP(Reference Model of Open Distributed Processing)の参照モデルは、オープン分散型システムの5つの視点の1つを提供するエンタープライズモデリングを識別する。そのようなシステム（19世紀の手形交換所がその例として使われ得る）が今日のITシステムを必要としないことに注意を要する。

## エンタープライズモデリング技法
企業をモデリングするための技法は、以下のように複数存在する。
- アクティブ知識モデリング [21]
- DEMO（英語版）
- 動的エンタープライズモデリング（英語版）
- EMM/ODP（英語版）
- 拡張エンタープライズモデリング言語（英語版）
- 多面的エンタープライズモデリング (Multi-Perspective Enterprise Modelling :MEMO)[22]
- CIMOSA, DYA, IDEF3, LOVEM, PERA（英語版）などといったプロセスモデル
- IEM（英語版）
- マルチエージェントシステムを伴う企業のモデリング

エンタープライズアーキテクチャフレームワークで開発されたエンタープライズモデリング技法。
- ARIS（英語版） - 情報システム統合の仕組
- DoDAF（英語版） - 米国防省仕組フレームワーク
- OBASHの事業＆IT手法とフレームワーク
- RM-ODP（英語版） - オープン分散型処理の参照モデル
- The Open Group Architecture Framework (TOGAF) - The Open Groupアーキテクチャフレームワーク
- Zachmanフレームワーク - 1980年代のIBMでのJohn Zachmanの作業による1つのアーキテクチャフレームワーク

以下のようなメタモデリング・フレームワーク
- GERAM（英語版）

## エンタープライズエンジニアリング
エンタープライズエンジニアリングは、それらのビジネスプロセスと組織の両方に係わる、ビジネスの設計と工学に関する専門分野である。理論と実践において、エンタープライズエンジニアリングの2つのタイプが出現した。より汎用は企業の工学と管理を結びつけ、より特定はソフトウエア工学、エンタープライズモデリング、及びエンタープライズアーキテクチャを関係付ける。
工学の分野で、より汎用のエンタープライズエンジニアリングが、企業のマネジメントの工学原理のアプリケーションとして定義され、出現した。それは、あるビジネスに関連する全ての要素の分析、設計、実装及び運用に関係する知識、原則、及び熟達性のアプリケーションを包含する。本質的にこれは、それがプロダクト、プロセス・モデリング、及び事業運営の各項目で企業全体を工学しようとする、システム工学と戦略的経営を結びつける学際分野である。そのビューは、継続的改善の一つであり、会社、プロセス、及び市場がそれらのライフサイクルに沿って開発されるように継続的に適用される。この総合システム・アプローチは、情報システムと戦略的経営と同様に、研究・開発、製品設計、運用と製造の伝統的領域も包含する。この分野は、経営工学、オペレーション管理、サービス管理、及びシステム・エンジニアリングに関係する。
ソフトウェア開発の文脈で、事業プロセスの様々な組織的及び技術的部分のモデリングと統合を取り扱う、エンタープライズエンジニアリングの一つの特定分野が登場した。情報システム開発の文脈で、それは、システム分析の組織化における活動の領域であり、そして情報モデリングのスコープの拡張であった。それはまた、ソフトウエア開発プロセスのシステム分析とシステム設計フェーズの拡張あるいは一般化のビューでもあり得る。ここでエンタープライズモデリングは、システム開発ライフサイクルの初期、中期、及び後期の部分となり得る。組織的及び技術的システムのインフラの明確な表現は、既存の実践作業の秩序だった移行を理解するため作成される。この分野はまた、エンタープライズアーキテクチャの主要な2つの部分として、エンタープライズアーキテクチャあるいはエンタープライズオントロジ(Enterprise Ontology)の定義とも呼ばれる 。

## 関連分野

### 事業参照モデル

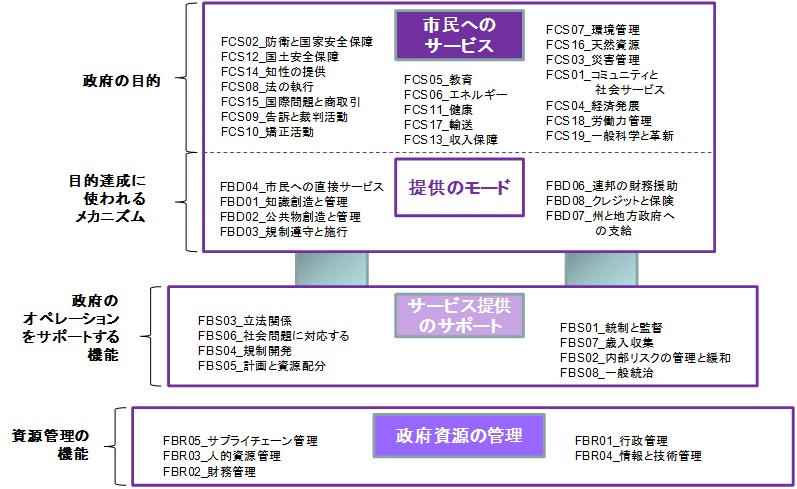
米国連邦エンタープライズアーキテクチャの事業参照モデルの例。

事業関連モデリングは、一つの企業、サービス組織、あるいは政府機関の中心事業の機能的あるいは組織的局面に集中した参照モデルを開発することである。エンタープライズエンジニアリングにおける事業参照モデルは、エンタープライズアーキテクチャフレームワークの一部である。このフレームワークは、一つのエンタープライズアーキテクチャに関連する構造とビュー、一連の参照モデルを定義する。
一般的に、一つの参照モデルは、何かの基本的目標や考えを組込んでおり、様々な目的のための参照として探され、何らかの一つのモデルである。一つの事業参照モデルは、それらを遂行する組織的構造から独立した、一つの組織の事業運営を記述する手段である。事業参照モデルのもう一つのタイプは、ビジネスプロセス、事業機能、及び、事業領域間の関係性を描き出すことである。これらの参照モデルは、階層的に構成され、そしてサービス構成要素、技術、データ、及び性能の分析の基盤を提供する。

### 経済モデリング

IS/LM modelのダイアグラム

経済モデリングは、変数のセットとそれらの間の論理的あるいは定量的関係のセットによる経済プロセスの理論的表現である。経済モデルは、時には数学的技法を常に使わない、複雑なプロセスを説明することを意図して単純化するフレームワークである。しばしば経済モデルは、構造的パラメータを使う。構造的パラメータは、一つのモデル、またはモデルのクラスにおけるパラメータの基礎となっている。一つのモデルは、様々なパラメータを持ち、それらのパラメータは、様々な特性を生成するため変化し得る。
一般的に経済モデルは2つの機能を持つ：一番目は、観察されたデータからの一つの単純化あるいは抽象化されたものであり、2番目は、経済指標学習の一つのパラダイムに基づくデータの選択の手段である。単純化は、巨大な複雑性の経済プロセスの元での経済学のため特に重要である。この複雑性は、経済活動を決める要因の多様性として分類され得る；これらの要素は、個別と協調の意思決定プロセス、資源的限界、環境的・地理的制約、制度的あるいは法的要求、及び純粋なランダム変動を含む。そこでエコノミストは、どの変数とそれらの変数間でどんな関係性が適切であるか、そしてどんな方法がこの情報を分析し表現するのに有用であるかを選ぶ根拠を作らねばならない。

### 概念体系工学
概念体系工学または概念体系構築（Ontology building）は、概念体系（オントロジ）を構築する手法や方法論を研究する知識工学のサブ分野である。エンタープライズアーキテクチャのドメインで、オントロジは、オブジェクトを、それらの属性と関係性を一貫した方法で、構造化するのに使われるアウトラインまたはスキーマである。エンタープライズモデリングのように、一つの概念体系は、他の概念体系を構成できる。エンタープライズモデリングにおける概念体系の目的は、企業内の全ての組織と部門を横断して、情報の共有、再利用、同化、及び普及を形式化し確立することである。そこで概念体系は、一つの企業内に置かれている種々の機能やプロセスの統合を可能にする。
うまく明確に表現された構造と語彙を持つ共通な一つの言語は、会社にその運用をより効率化を可能にする。共通の概念体系は、企業ネイの種々の部門間のコミュニケーション、理解、及びそこで協調の効果性を可能にする。多数の環境で利用される種々の概念体系が存在する。その言語が情報システムと設計の領域で早期に例示された一方、他の概念体系は企業内でのプロセス、手法、活動などを定義する。
エンタープライズモデリングで概念体系を使うことはいくつかの利点を提供する。概念体系は、一つのモデルへの明快さ、整合性、及び構造を確かにする。それらは、効率的なモデル定義と分析を促進する。一般的な企業概念体は、構成要素の再利用性及び自動化を可能にする。概念体系がスキーマまたはアウトラインであることから、概念体系の利用は、正しいエンタープライズモデルの定義、分析、及び明快さを確かにはしない。概念体系は、どのようにそれらが定義され、実装されるかによって制限される。一つの概念体系は、何がモデル化されているかの局面の全てを獲得する潜在性や能力を含むかもしれないし、そうでないかもしれない。

### システム思考
企業とその環境のモデリングは、事業ドメインの拡張された理解生成と拡張された企業のプロセスを促進でき、そして特に『』それらとその企業の境界を越えて拡張するそれらの両方の関係について。企業は一つのシステムであることから、システム思考で使われる概念は、企業のモデリングで成功裏に再利用される。
この素早い理解は、どのように事業機能が作動し、そしてどのようにそれらが組織におけるほかの機能に依存するかについて、その企業を通して達成される。